# 男性化妝品
男性化妆品是指男性使用的化妆品，例如护肤品、护发产品、身体护理产品、防晒产品、香水和其他化妆品。
早在公元前4000 年，古埃及男人就已經化妝，例如當時的男人在他们的眼睛上涂上黑色颜料。 古埃及人相信這樣可以讓自己不生病。 
古罗马时代的男子也使用化妆品，不過當時社會主流不讚成男性使用化妝品，如果有男人拿著鏡子化妝會被認為是娘娘腔。 古羅馬皇帝埃拉加巴鲁斯把自己身上的所有体毛去除，并经常化妆，當時有不少罗马人反對皇帝這樣的做法。
在伊丽莎白一世统治期间，化妆品在男性中非常流行。此時的化妆品由於內含一些化學物質，所以這樣的化妝品经常引起健康问题，甚至有人因此过早死亡。 
1990年代末，市場上的男性美容产品相對於女性化妝品來說還是相對稀少。只有少数品牌會推出男士化妆品。 大部分男性不會化妝，只有17%的男性认为化妆品在日常生活中很重要。不過有97%的男性會使用护肤品。